# Хановер (округ)
Округ Хановер (англ. Hanover County) располагается в США, в штате Виргиния. Официально образован 26 ноября 1719 года. По состоянию на 2010 год, численность населения составляла 99 863 человек.

## География
По данным Бюро переписи США, общая площадь округа равняется 1228  км², из которых 1215 км² суша и 13 км² или 1,1% это водоёмы.

### Соседние округа
- Каролайн (Виргиния) — север
- Гучленд (Виргиния) — юго-запад
- Хенрайко (Виргиния) — юг
- Кинг-Уильям (Виргиния) — северo-восток
- Луиза (Виргиния) — запад
- Нью-Кент (Виргиния) — восток
- Спотсилвейния (Виргиния) — северo-запад

## Демография
По данным переписи населения 2000 года в округе проживает 86 320 жителей в составе 31 121 домашнего хозяйства и 24 461 семьи. Плотность населения составляет 71 человека на км². На территории округа насчитывается 27 644 жилых строений, при плотности застройки 15 строений на км². Расовый состав населения: белые - 88,32%, афроамериканцы - 9,34%, коренные американцы (индейцы) - 0,33%, азиаты - 0,79%, гавайцы - 0,01%, представители других рас - 0,37%, представители двух или более рас - 0,83%. Испаноязычные составляли 0,98% населения.
В составе 39,50% из общего числа домашних хозяйств проживают дети в возрасте до 18 лет, 66,40% домашних хозяйств представляют собой супружеские пары проживающие вместе, 9,30% домашних хозяйств представляют собой одиноких женщин без супруга, 21,40% домашних хозяйств не имеют отношения к семьям, 17,70% домашних хозяйств состоят из одного человека, 6,80% домашних хозяйств состоят из престарелых (65 лет и старше), проживающих в одиночестве. Средний размер домашнего хозяйства составляет 2,71 человека, и средний размер семьи 3,07 человека. 
Возрастной состав округа: 27,10% моложе 18 лет, 6,90% от 18 до 24, 30,70% от 25 до 44, 24,80% от 45 до 64 и 10,60% от 65 и старше. Средний возраст жителя округа 40 лет. На каждые 100 женщин приходится 96,90 мужчин. На каждые 100 женщин старше 18 лет приходится 92,80 мужчин. 
Средний доход на домохозяйство в округе составлял 59 223  USD, на семью — 65 809  USD. Среднестатистический заработок мужчины был 42 523  USD против 30 689  USD для женщины. Доход на душу населения был 25 120  USD. Около 2,50% семей и 3,60% общего населения находились ниже черты бедности, в том числе - 3,90% молодежи (тех кому ещё не исполнилось 18 лет) и 5,80% тех кому было уже больше 65 лет.